# Celinho do Sinttrocel
José Célio de Alvarenga (Timóteo, 19 de julho de 1960), também conhecido como Celinho do Sinttrocel, é um escriturário, sindicalista e político brasileiro. Foi eleito deputado estadual de Minas Gerais nas eleições gerais de 2010 para compor a 17ª legislatura da Assembleia Legislativa de Minas Gerais (ALMG) e tomou posse em 1º de fevereiro de 2011, vindo a ser reeleito para as legislaturas 18ª, 19ª e 20ª, embora tenha ocupado o cargo como suplente por um curto período no fim da 16ª legislatura, em janeiro de 2011. Na altura de sua última eleição integrava o Partido Comunista do Brasil (PCdoB).

## Vida pública e política
José Célio nasceu em uma família de 14 irmãos e trabalhou na Aperam South America (antiga Acesita). Começou a se envolver em movimentos sindicais na década de 1980. Ocupou os cargos de presidente do Sindicato dos Trabalhadores em Transportes Rodoviários de Coronel Fabriciano (Sinttrocel), diretor da Confederação Nacional dos Trabalhadores em Transportes Terrestres (CNTTT) e da Nova Central Sindical dos Trabalhadores, secretário-geral da Federação dos Trabalhadores em Transportes de Minas Gerais (Fettrominas) e diretor social da Associação Gestora de Benefícios Sociais dos Trabalhadores em Transportes Rodoviários (Astromig).
Foi eleito deputado estadual suplente nas eleições gerais de 2006, vindo a substituir Carlos Pimenta por um curto período da 16ª legislatura, entre 4 e 29 de janeiro de 2011. No entanto, tornou-se membro efetivo por ter vencido as eleições de 2010, tomando posse de seu mandato fixo em 1º de fevereiro de 2011 (17ª legislatura). Foi reeleito nas eleições gerais de 2014 (para a 18ª legislatura), 2018 (19ª legislatura) e 2022 (20ª legislatura).
Dentre outros feitos no cargo Legislativo, foi um dos articuladores de cobranças para algumas das principais demandas da região do Vale do Aço, a exemplo do asfaltamento da LMG-760, das obras para a reabertura total da ponte velha entre Coronel Fabriciano e Timóteo e das reformas do Aeroporto de Ipatinga, além de outras pautas dos vales do Rio Doce, Mucuri e Jequitinhonha.
Também foi candidato a prefeito de Coronel Fabriciano, sem sucesso, nas eleições municipais de 2008, 2012 e 2016, portanto em três votações consecutivas. Disputou o pleito de 2008 pelo PDT e ficou em segundo lugar com 36,82% dos votos, derrotado por Chico Simões (PT), que teve 56,93%. Em 2012, agora pelo PCdoB, permaneceu novamente na segunda colocação com 47,95%, tendo perdido para Rosângela Mendes (PT), que obteve 52,05%. Em 2016, por fim, ficou na terceira colocação com 22,15% dos votos, derrotado pelo vencedor Marcos Vinícius (PSDB) com 46,63% e pela segunda colocada Rosângela Mendes (PT) com 29,09%.